# Аймен (Германия)
Аймен (нем. Eimen) — община в Германии, в земле Нижняя Саксония.
Входит в состав района Хольцминден. Подчиняется управлению Эшерсхаузен. Население составляет 1001 человек (на 31 декабря 2010 года). Занимает площадь 16 км².
| Год  | Население |
| ---- | --------- |
| 1990 | 1085      |
| 1995 | 1132      |
| 2000 | 1126      |
| 2005 | 1110      |
| 2010 | 1013      |
| 2013 | 966       |